# Andrea Kékesy
Andrea Kékesy (Budapest, 17 settembre 1926 – Budapest, 21 novembre 2024) è stata una pattinatrice artistica su ghiaccio ungherese.

## Palmarès
Coppie con Ede Király
| Internazionali            | Internazionali | Internazionali | Internazionali | Internazionali |
| Evento                    | 1944           | 1947           | 1948           | 1949           |
| ------------------------- | -------------- | -------------- | -------------- | -------------- |
| Giochi olimpici invernali |                |                | 2°             |                |
| Campionati mondiali       |                |                | 2°             | 1°             |
| Campionati europei        |                |                | 1°             | 1°             |
| Nazionali                 |                |                |                |                |
| Campionati ungheresi      | 1°             | 1°             | 1°             | 1°             |

Individuale femminile
| Internazionali      | Internazionali | Internazionali |
| Evento              | 1948           | 1949           |
| ------------------- | -------------- | -------------- |
| Campionati mondiali | 9°             |                |
| Campionati europei  | 7°             | 10°            |